# Strada statale 30 (Polonia)
La strada statale 30 (sigla DK 30, in polacco droga krajowa 30) è una strada statale polacca che attraversa il Paese da Zgorzelec a Jelenia Góra.